# Пуерто Монт
Пуерто Монт (шп. Puerto Montt) је град у Чилеу и седиште регије Лос Лагос. Према процени из 2002. у граду је живело 175.938 становника. Град Пуерто Монт је основан у 1853. на месту званом Мелипуљи.

## Градови побратими
- Атапуерка, Шпанија
- Пуерто Мадрин, Аргентина
- Квебек, Канада
- Ћингдао, НР Кина